# Diane Valkenburg
Diane Valkenburg, née le 30 août 1984 à Bergschenhoek, est une patineuse de vitesse néerlandaise. Elle a participé aux Jeux olympiques d'hiver de 2010 dont elle a pris la onzième place du 3 000 m et la sixième place à la poursuite par équipes.

## Palmarès
- Championnats du monde toutes épreuves
  -  Médaille d'argent en 2013 à Hamar

- Championnats du monde simple distance
  -  Médaille d'or de la poursuite par équipes en 2013 à Sotchi
  -  Médaille d'or de la poursuite par équipes en 2012 à Heerenveen
  -  Médaille d'argent du 1 500 m en 2011 à Inzell
  -  Médaille d'argent de la poursuite par équipes en 2011 à Inzell

- Coupe du monde
  - Troisième du classement du 3 000 m - 5 000 m en 2013

- Championnats d'Europe toutes épreuves
  -  : Médaille de bronze en 2013 à Heerenveen